# Mount Jiracek
Mount Jiracek är ett berg i Antarktis. Det ligger i Östantarktis. Nya Zeeland gör anspråk på området. Toppen på Mount Jiracek är 2 444 meter över havet.
Terrängen runt Mount Jiracek är bergig åt nordost, men åt sydväst är den kuperad. Trakten är obefolkad. Det finns inga samhällen i närheten.